# Inguar-3
Inguar-3 — український легкий багатоцільовий бронеавтомобіль класу MRAP, розроблений компанією Inguar Defence.

## Розробка
Восени 2022 року компанія Inguar Defence презентувала концепцію легких тактичних бронеавтомобілів з колісною базою 4×4 та 6×6. Вартість розробки та дослідного зразка машини становила 700 тисяч доларів. 

## Опис
На відміну від інших українських бронеавтомобілів, Inguar-3 має власне шасі. Машина комплектується двома паливними баками. Замість бокових дзеркал встановлені камери бокового огляду що виводять зображення на екран в салоні автомобіля.

## Оператори
- Україна — на озброєнні в 12-ї бригади НГУ «Азов».[4][5] Наприкінці грудня 2024 представник компанії повідомив, що за результатами випробування в «Азові», компанія отримала перші державні замовлення.[6]

## Варіанти[7]
4x4
- Базовий тактичний автомобіль
- Бойовий тактичний автомобіль
- Спеціальний тактичний автомобіль
- Машина вогневої підтримки
- Санітарно-евакуаційний автомобіль
- Броньований поліцейський автомобіль
- Платформа для розміщення озброєння
- Вантажний тактичний автомобіль

6x6
- Броньована ремонтно-евакуаційна машина
- Інженерний автомобіль
- Вантажний тактичний автомобіль
- Носій систем залпового вогню
- Носій систем високоточного озброєння
- Носій артилерійських систем